# Каверіна Людмила Костянтинівна
Людмила Костянтинівна Каверіна (25 серпня 1931, Баку — 20 квітня 2003, Київ) — українська музикознавиця, піаністка, педагог. Заслужений діяч мистецтв України (1998), професор (2001). Дослідниця творчості Ріхарда Штрауса, Людвіга ван Бетховена, Ференца Ліста, Ріхарда Вагнера, Бели Бартока тощо.
Протягом півстоліття — педагог Київської консерваторії (пізніше — Національної музичної академії України імені Петра Чайковського; 1953—2003). Авторка понад 100 наукових робіт, учениця професорів Євгена Сливака, Онисії Шреєр-Ткаченко та Пилипа Козицького.

## Життєпис
Народилась 25 серпня 1931 року в місті Баку, АзРСР. Середню школу почала відвідувати в Баку, але у 1943 році, після деокупації Києва, родина переїхала до столиці УРСР, де батько, інженер-будівельник, відновлював зруйновані будинки. У 1949 році здобула середню освіту в Київській середній спеціалізованій музичній школі-інтернаті імені Миколи Лисенка.
Вступила на два факультети Київської консерваторії: фортепіанний та історико-теоретичний. Перший закінчила у 1953 році (курс професора Євгена Сливака) та одразу розпочала роботу концертмейстера. Другий закінчила через два роки, курс професора Онисії Шреєр-Ткаченко. У 1958 році закінчила аспірантуру кафедри історії музики під керівництвом професора Пилипа Козицького, тоді ж розпочала педагогічну діяльність.

Могила Людмили Каверіної та її чоловіка, Байкове кладовище

З 1965 року — старший викладач кафедри історії музики. З 1975 по 1978 роки перебувала у Болгарії, а з 1985 по 1989 роки — у Польщі. В обох країнах поширювала та досліджувала українську музичну культуру та світове музичне мистецтво. З 1992 року — доцент кафедри історії музики.
У 1998 році нагороджена званням «Заслужений діяч мистецтв України». З 2001 року — професор кафедри історії музики.
Авторка понад 100 наукових робіт. Дослідниця творчості Ріхарда Штрауса, Людвіга ван Бетховена, Ференца Ліста, Ріхарда Вагнера, Бели Бартока тощо. Розробниця програми курсу історії музики для історико-теоретичного факультету музичної академії. Низку наукових робіт присвятила проблемі характеру в оперному жанрі. Співпрацювала з музичною редакцією «Українського радіо», для якого підготувала цикл передач «Ліричний щоденник композитора». Серед учнів Людмили Каверіної, зокрема, професор Галина Фількевич.
Раптово померла на 72-му році життя 20 квітня 2003 року. Похована разом з чоловіком на Байковому кладовищі (ділянка № 49а, 50°25′1.02″ пн. ш. 30°30′5.64″ сх. д. / 50.4169500° пн. ш. 30.5015667° сх. д.).

### Родина
- Чоловік — письменник, журналіст, перекладач Любим Копиленко (1932—1999).
  - Син — юрист, політик, доктор юридичних наук Олександр Копиленко (нар. 1961).
  - Донька — заслужена журналістка України Марія Копиленко.
  - Свекор — письменник Олександр Копиленко (1900—1958)[2].

## Вшанування пам'яті
З вересня 2003 року в Національній музичній академії України імені Петра Чайковського щорічно присуджується премія (раніше — стипендія) імені Людмили Каверіної, якою нагороджується найкращий студент історико-теоретичного факультету академії.
У 2019 році, при вході до аудиторії № 42 Національної музичної академії України, в якій декілька десятиліть працювала Людмила Каверіна, була відкрита меморіальна дошка в пам'ять про неї.

## Науковий доробок (частковий)
- «Нев'януча молодість Бетховена» / Каверіна Л. К.; Київ: [б. в.], 1970. 28 с.
- «Опера „Саломея“ Р. Штрауса (до проблеми особи та характеру)» // Л. К. Каверіна; Зарубіжна муз. культура ХVІІ–ХХ ст. К., 1991
- «Дж. Россини и Р. Штраус — к жанровым истокам „Кавалера роз“» // Л. К. Каверина; Дж. Россини. Соврем. аспекты исследования творческого наследия. К., 1993
- «Методика викладання музично-історичних дисциплін»: програма для музичних вузів / уклад. Л. К. Каверіна. Київ, 1996. 29 с.
- «Л. Бетховен, Р. Вагнер, Р. Штраус. Деякі аспекти творчості»: Наук.-метод. посіб. / Л. К. Каверіна; К., 1996
- «Парадокси Ліста: від стереотипів до нового прочитання» // Л. К. Каверіна; УМ. 2000. Вип. 29
- «Симфонические поэмы Ф. Листа „Орфей“ и „Прометей“: к трактовке античного мифа» // Л. К. Каверина; Ф. Лист и проблемы синтеза искусств. Х., 2002.